# IC 453
IC 453 — галактика типу * (зірка) у сузір'ї Великий Пес.
Цей об'єкт міститься в оригінальній редакції індексного каталогу.